# O'Donnell (Texas)
Pour les articles homonymes, voir O'Donnell.
La ville de O’Donnell est située dans le comté de Lynn, dans l’État du Texas, aux États-Unis. Sa population s’élevait à 831 habitants lors du recensement de 2010, estimée à 807 habitants en 2016.
À noter qu’une petite partie de la ville s’étend sur le comté de Dawson.

## Source
- (en) Cet article est partiellement ou en totalité issu de l’article de Wikipédia en anglais intitulé « O'Donnell, Texas » (voir la liste des auteurs).